# Neuhofer Heide mit angrenzender Fläche
Neuhofer Heide mit angrenzender Fläche este o arie protejată (arie specială de conservare — SAC, sit de importanță comunitară — SCI) din Germania întinsă pe o suprafață de 11,3 ha, integral pe uscat.

## Localizare
Centrul sitului Neuhofer Heide mit angrenzender Fläche este situat la coordonatele 50°09′13″N 8°13′15″E / 50.1536°N 8.2208°E.

## Înființare
Situl Neuhofer Heide mit angrenzender Fläche a fost declarat sit de importanță comunitară în iunie 2000 pentru a proteja un număr necunoscut de specii din flora spontană și fauna sălbatică aflate în arealul zonei. Situl a fost protejat și ca arie specială de conservare în martie 2008.

## Biodiversitate
Situată în ecoregiunea continentală, aria protejată conține 1 habitat natural: Formațiuni ierboase bogate în specii de Nardus, dezvoltate pe substraturi silicioase în zone montane (și în zone submontane, în Europa continentală).
La baza desemnării sitului se află un număr nedeclarat de specii protejate.
Pe lângă speciile protejate, pe teritoriul sitului au mai fost identificate 2 specii de plante, 1 specie de reptile.